# Andhrimnir
Andhrimnir (staronordijski Andhrímnir) ili Čađavi je ime kuhara iz nordijske mitologije koji je kuhao hranu u palači Valhali u koju su odlazili ratnici pali u boju, takozvani einherjari. Tamo borave sve do Ragnaroka, kada će svi ponovno izginuti u borbi.
U Valhali boravi na tisuće boraca, einherjara,  pa ipak, nitko nije gladan, a vepar Sehrimnir, kojeg Andhrimnir svaki dan kuha u kotlu Eldhrimniru, može nahraniti i puno više. Vepar svake večeri ponovno oživi.
| (Grímnismál, 18)         | (Grímnismál, 18)            |
| ------------------------ | --------------------------- |
| Andhrímnir lætr          | Andhrimnir kuha             |
| í Eldhrímni              | u Eldhrimniru               |
| Sæhrímni soðinn,         | Sehrimnira,                 |
| fleska bazt,             | izvrsnu svinjetinu,         |
| en þat fáir vitu         | ali rijetki znaju           |
| við hvat Einheriar alaz. | čime se pali ratnici hrane. |
|                          | (prevela Dora Maček)        |

Andhrimnir je bogovima pripravljao i medovinu od mlijeka koze Heidrun.